# Самарина, Елена
Елена Самарина (урожд. Елена Георгиевна Вологжанинова | Вологжанина, Воложанина); 16 декабря 1927, Омск, СССР — 4 мая 2011, Мадрид, Испания — испанская актриса.

## Биография
Родилась в Омске. После окончания школы поступила в московское театральное училище, которое окончила в середине 1950-х. В студенческие годы вышла замуж за сына испанских эмигрантов Хуана Мануэля Лопеса Иглесиаса, который учился в художественном училище. Вскоре вместе с ним уехала в Испанию, где у них родилось двое детей.
В 1969 году муж основал Мадриде кинотеатр Alta Films для проката лучших фильмов из СССР.
Подробнее на Кино-Театр: 
Начала сниматься в кино в 1958 году в небольших ролях. С середины 1960-х стала играть в эксплуатационных фильмах. Одна из первых центральных ролей — надзирательница подпольной работорговой биржи мадам Виера в фильме «Дом тысячи кукол» (1967).
Обладательница сухощавой фигуры, вытянутого лица, холодного взгляда, Самарина играла аристократок и «готических дам». Снималась в таких фильмах ужасов как «Особняк в тумане», «Таинственный человек», «Молчание могилы», «Дочь Дракулы», «Тайна красного замка», «В тени убийцы». Играла в нескольких фильмах Хесуса Франко.
Одна из немногих «серьёзных» ролей Самариной — миссис Хиббинс в фильме Вима Вендерса «Алая буква» (1973).
Всего в период 1958—1979 годов в её фильмографии значится более 60 лент. Позже стала сниматься реже, в 1980—2011 годах приняла участие в 17 фильмах и сериалах.
Скончалась в 2011 году в возрасте 83 лет.